# Richards' monarch
De Richards' monarch (Monarcha richardsii) is een zangvogel uit de familie Monarchidae (monarchen). Deze vogel is genoemd naar de Engelse marineofficier en verzamelaar G.E. Richards (1852-1927).

## Verspreiding en leefgebied
Deze soort is endemisch op de New Georgia-eilanden in de Salomonseilanden.

## Status
De grootte van de populatie is niet gekwantificeerd maar de soort wordt omschreven als algemeen. Het verspreidingsgebied is echter klein en de aantallen gaan achteruit door ontbossing. Op de Rode lijst van de IUCN heeft deze soort daarom de status gevoelig.